# Nederlands kampioenschap 10 km
Het Nederlands kampioenschap 10 km is een hardloopwedstrijd op de weg over een afstand van 10 km, waarbij de Nederlandse titel behaald kan worden. Vroeger kon de Nederlandse titel gewonnen worden door een atleet die twee jaar in Nederland woonachtig was en lid was van een KNAU-vereniging. Later wijzigde de KNAU deze regel zodanig, dat een deelnemende atleet voortaan de Nederlandse nationaliteit moest hebben.

## Kampioenschapsrecords
- Mannen: 28,34 - Khalid Choukoud  Nederland (2023)
- Vrouwen: 30,29 - Diane van Es  Nederland (2023)

## Winnaars
| Datum             | Plaats                                            | Man                                               | Man                                               | Man                                               | Vrouw                                             | Vrouw                                             | Vrouw                                             | Uitslag                                           |
| Datum             | Plaats                                            | Naam                                              | Nationaliteit                                     | Tijd                                              | Naam                                              | Nationaliteit                                     | Tijd                                              | Uitslag                                           |
| ----------------- | ------------------------------------------------- | ------------------------------------------------- | ------------------------------------------------- | ------------------------------------------------- | ------------------------------------------------- | ------------------------------------------------- | ------------------------------------------------- | ------------------------------------------------- |
| 11 februari 2024  | Schoorl                                           | Richard Douma                                     | Nederland                                         | 28,45                                             | Jacelyn Gruppen                                   | Nederland                                         | 32.59                                             | uitslag                                           |
| 12 februari 2023  | Schoorl                                           | Khalid Choukoud                                   | Nederland                                         | 28,34                                             | Diane van Es                                      | Nederland                                         | 30,29                                             | uitslag                                           |
| 15 mei 2022       | Venlo                                             | Luuk Maas                                         | Nederland                                         | 29,41                                             | Marcella Herzog                                   | Nederland                                         | 33,55                                             | uitslag                                           |
| 29 augustus 2021  | Venhuizen                                         | Richard Douma                                     | Nederland                                         | 29,22                                             | Jasmijn Lau                                       | Nederland                                         | 33,26                                             | uitslag                                           |
| 9 februari 2020   | Afgelast vanwege stormachtige weersomstandigheden | Afgelast vanwege stormachtige weersomstandigheden | Afgelast vanwege stormachtige weersomstandigheden | Afgelast vanwege stormachtige weersomstandigheden | Afgelast vanwege stormachtige weersomstandigheden | Afgelast vanwege stormachtige weersomstandigheden | Afgelast vanwege stormachtige weersomstandigheden | Afgelast vanwege stormachtige weersomstandigheden |
| 10 februari 2019  | Schoorl                                           | Michel Butter                                     | Nederland                                         | 28,54                                             | Susan Krumins-Kuijken                             | Nederland                                         | 31,11                                             | uitslag                                           |
| 11 februari 2018  | Schoorl                                           | Michel Butter                                     | Nederland                                         | 29,14                                             | Maureen Koster                                    | Nederland                                         | 32,36                                             | uitslag                                           |
| 12 februari 2017  | Schoorl                                           | Abdi Nageeye                                      | Nederland                                         | 28,45                                             | Susan Krumins-Kuijken                             | Nederland                                         | 31,43                                             | uitslag                                           |
| 14 februari 2016  | Schoorl                                           | Michel Butter                                     | Nederland                                         | 29,44                                             | Elizeba Cherono                                   | Nederland                                         | 34,02                                             | uitslag                                           |
| 8 februari 2015   | Schoorl                                           | Abdi Nageeye                                      | Nederland                                         | 28,50                                             | Jip Vastenburg                                    | Nederland                                         | 33,07                                             | uitslag                                           |
| 9 februari 2014   | Schoorl                                           | Abdi Nageeye                                      | Nederland                                         | 29,10                                             | Jip Vastenburg                                    | Nederland                                         | 32,49                                             | uitslag                                           |
| 29 september 2013 | Utrecht                                           | Khalid Choukoud                                   | Nederland                                         | 28,44                                             | Miranda Boonstra                                  | Nederland                                         | 33,52                                             | uitslag                                           |
| 30 september 2012 | Utrecht                                           | Abdi Nageeye                                      | Nederland                                         | 29,26                                             | Miranda Boonstra                                  | Nederland                                         | 34,05                                             | uitslag                                           |
| 4 september 2011  | Tilburg                                           | Khalid Choukoud                                   | Nederland                                         | 28,55                                             | Miranda Boonstra                                  | Nederland                                         | 33,35                                             | uitslag                                           |
| 5 september 2010  | Tilburg                                           | Koen Raymaekers                                   | Nederland                                         | 29,15                                             | Lornah Kiplagat                                   | Nederland                                         | 31,42                                             | uitslag                                           |
| 6 september 2009  | Tilburg                                           | Martin Lauret                                     | Nederland                                         | 28,54                                             | Merel de Knegt                                    | Nederland                                         | 34,01                                             | uitslag                                           |
| 10 februari 2008  | Schoorl                                           | Michel Butter                                     | Nederland                                         | 28,48                                             | Hilda Kibet                                       | Nederland                                         | 31,01                                             | uitslag                                           |
| 11 februari 2007  | Schoorl                                           | Michel Butter                                     | Nederland                                         | 29,09                                             | Merel de Knegt                                    | Nederland                                         | 33,56                                             | uitslag                                           |
| 12 februari 2006  | Schoorl                                           | Patrick Stitzinger                                | Nederland                                         | 29,09                                             | Lornah Kiplagat                                   | Nederland                                         | 31,51                                             | uitslag                                           |
| 13 februari 2005  | Schoorl                                           | Kamiel Maase                                      | Nederland                                         | 28,54                                             | Lornah Kiplagat                                   | Nederland                                         | 33,09                                             | uitslag                                           |
| 11 april 1999     | Brunssum                                          | Greg van Hest                                     | Nederland                                         | 29,00                                             | Wilma van Onna                                    | Nederland                                         | 33,03                                             | uitslag                                           |